# 3159 Прокофјев
3159 Прокофјев (3159 Prokofʹev) је астероид главног астероидног појаса чија средња удаљеност од Сунца износи 2,569 астрономских јединица (АЈ).
Апсолутна магнитуда астероида је 13,0.